# NAMIDA〜ココロアバイテ〜
『NAMIDA〜ココロアバイテ〜』（ナミダ こころあばいて）はゼブラクイーンの楽曲で、映画『ゼブラーマン -ゼブラシティの逆襲-』主題歌。
ソニー・ミュージックレコーズより、2010年4月21日にリリース。

## 解説
本楽曲は俳優の仲里依紗が当映画での役柄である、ゼブラクイーン名義で歌っている。
映画の中では、本楽曲が2025年のゼブラシティにおいて40週連続1位という設定。
初回生産限定盤のみDVDが同梱された2枚組で、久保茂昭が監督した収録曲2曲のミュージック・ビデオが収録されている。

## 収録曲

### CD
1. NAMIDA〜ココロアバイテ〜
作詞：田中秀典・エミー　作曲：小形誠・井尻希樹　編曲：飛内将大
映画主題歌
2. ゼブラクイーンのテーマ
作詞：宮藤官九郎　作曲・編曲：飛内将大
映画挿入歌
3. NAMIDA〜ココロアバイテ〜（Instrumental）
4. ゼブラクイーンのテーマ（Instrumental）

### DVD
1. NAMIDA～ココロアバイテ～ Video Clip
2. ゼブラクイーンのテーマ Video Clip
3. 映画「ゼブラーマン-ゼブラシティの逆襲-」予告映像